# Mary Ann Venables
Mary Ann Venables (ur. 29 września 1902 w Miluzie, zm. 11 czerwca 1975 w Maiden Bradley) – brytyjska florecistka, brązowa medalistka mistrzostw świata.
Podczas mistrzostw świata w Liège w 1930 roku (oficjalnie zawody tego cyklu rozgrywane są pod tą nazwą dopiero od 1937) wywalczyła brązowy medal we florecie indywidualnym. Na podium wyprzedziły ją tylko Belgijka Jenny Addams i Włoszka Germana Schwaiger. Był to pierwszy w historii medal dla Wielkiej Brytanii w zawodach tego cyklu.
Nigdy nie wzięła udziału w igrzyskach olimpijskich.